# Пълнолетие
Пълнолетието е прагът на зрелостта, както е декларирано и признато в закона. Това е хронологичният момент, в който малолетните (непълнолетните) законно спират да бъдат считани за деца и поемат контрол над своите действия и решения, като отговарят за тях пред закона и по този начин прекратяват правния контрол и отговорности на родителите или настойниците си.
В повечето страни пълнолетието настъпва на 18-годишна възраст.
Пълнолетието е законно определена възраст, концепция, или правило, което може да се различава в зависимост от юрисдикцията и не е задължително да отговаря на действително психическата или физическа зрялост на индивида.
В западните правни системи се свърза и с правно валидна воля.

## Държави и подразделения
Следващият списък показва пълнолетието в държави (или административни подразделения) от най-ниската до най-високата:

### 14 години
- Иран (мъже)[1]
- Саудитска Арабия (мъже) [2]

### 18 години
- Афганистан
- Албания[3]
- Американска Самоа [4]
- Андора[5]
- Аржентина[6]
- Ангола
- Австралия[7]
- Австрия[8]
- Бахами[9]
- Бангладеш
- Барбадос[10]
- Беларус[11]
- Белгия [12]
- Бутан
- Боливия
- Босна и Херцеговина
- Бразилия
- Бруней
- България
- Бурунди
- Камбоджа[13][14]
- Камерун
- Канада[15]
  -  Алберта
  -  Манитоба
  -  Онтарио
  -  Остров Принц Едуард
  -  Квебек
  -  Саскачеван
- Чили
- Китай[16]
- Колумбия [17][18]
- Коста Рика
- Кот д'Ивоар
- Хърватия
- Куба [19]
- Кипър
- Чехия (16, ако непълнолетен се ожени/омъжи)
- Дания (вкл. Фарьорски острови и Гренландия)[20]
- Джибути[21]
- Доминика
- Доминиканска република[22]
- Източен Тимор [23]
- Еквадор
- Ел Салвадор[24]
- Фиджи
- Финландия[25]
- Франция
- Габон
- Германия
- Грузия
- Гана
- Гърция
- Гватемала
- Гвинея
- Гвинея-Бисау [26]
- Гвиана
- Хаити
- Хонг Конг
- Унгария
- Исландия
- Индия[27]
- Ирак
- Израел
- Италия
- Ямайка
- Йордания
- Кения
- Киргизстан [28]
- Лаос
- Латвия
- Ливан
- Лихтенщайн
- Литва
- Люксембург
- Макау
- Северна Македония
- Малави[29]
- Малайзия
- Малта [30][31]
- Мавритания
- Мавриций
- Мексико [32]
- Молдова
- Монако
- Монголия
- Черна гора
- Непал
- Нидерландия
- Норвегия
- Оман[33]
- Пакистан
- Палестина
- Панама
- Парагвай
- Перу
- Филипини[34]
- Полша[35]
- Португалия
- Катар
- Румъния
- Русия
- Руанда
- Сейнт Китс и Невис[36]
- Самоа [37]
- Сърбия
- Сейшели
- Словакия
- Словения
- Сомалия[38]
- Южна Африка[39]
- Испания
- Шри Ланка[40]
- Судан[41]
- Швеция[42]
- Швейцария[43]
- Сирия
- Таджикистан [44]
- Танзания
- Тринидад и Тобаго
- Тунис [45]
- Турция[46]
- Украйна[47]
- Узбекистан [48]
- Великобритания
  -  Англия [49]
  -  Шотландия[50]{efn

### 19 години
- Алжир[51]
- Ботсвана[29]
- Канада[15]
  -  Британска Колумбия
  -  Ню Брънзуик
  -  Нюфаундленд и Лабрадор
  -  Северозападни територии
  -  Нова Скотия
  -  Нунавут
  -  Юкон
- Южна Корея[52]
  -  Алабама[53]
  -  Небраска (или след брак)[54]

### 20 години
- Нова Зеландия[55]
- Тайван
- Тайланд

### 21 години
- Азербайджан[56]
- Бахрейн[57]
- Чад
- Египет[57]
- Хондурас[57]
- Индонезия[58]
- Кувейт
- Лесото[57]
- Мадагаскар[59]
- Намибия[57]
- Сингапур[60]
- Есватини[57]
- ЮАР
  - Мисисипи[61]
  -  Пуерто Рико
- Замбия[29]
- САЩ